# Donskaya (Sochi)
Donskaya (en ruso: Донска́я, también conocida como Dolina Projládnaya, "Valle Frío") es un microdistrito perteneciente al distrito Central de la unidad municipal de la ciudad-balneario de Sochi del krai de Krasnodar del sur de Rusia. Tiene alrededor de 30 000 habitantes.
Está situado en la zona central del distrito, en el valle del arroyo Jludovka (canalizado por una tubería) y sobre las laderas de los montes Vinográdnaya y Pásechnaya. Está ubicado a ambos lados de la calle Donskaya, su arteria principal.

## Lugares de interés
El principal atractivo turístico del microdistrito es:
- Iglesia de las Santas Vera, Nadiozhda, Liubova y la madre Sofía.

## Economía
La mayor industria del microdistrito es la empresa cárnica Sochinski Miasokombinat.